# Beauty and the Beast (Ariana Grande e John Legend)
Beauty and the Beast è un singolo dei cantanti statunitensi Ariana Grande e John Legend, pubblicato il 3 febbraio 2017 come unico estratto dalla colonna sonora La bella e la bestia.

## Descrizione
Si tratta di una reinterpretazione di Beauty and the Beast di Angela Lansbury e rappresenta il tema principale del film del 2017 La bella e la bestia.
Nel marzo 2017, Jennifer Thomas arrangiò una versione orchestrale della tema d'amore del film con il violoncellista Armen Ksajikian in concomitanza con l'uscita del film.

## Video musicale
Fu realizzato anche un video musicale di accompagnamento, diretto da Dave Meyers, presentato in anteprima su Freeform il 5 marzo 2017. Il video mostra la Grande indossare un elaborato abito rosso a forma di rosa con i capelli sciolti che canta insieme a Legend, che è al piano ed è vestito con una giacca da principe, nel castello della Bestia. La loro esibizione avviene proprio nel bel mezzo della scena del ballo del film con Belle e la Bestia.

## Tracce
1. Beauty and the Beast (from Beauty and the Beast) – 3:48 (testo: Howard Ashman – musica: Alan Menken)

## Formazione
- Ariana Grande – voce
- John Legend – voce
- David Foster – produzione
- Ron Fair – produzione, arrangiamento
- Peter Mokran – missaggio
- Bernie Grundman – mastering

## Classifiche
| Classifica (2017) | Posizione massima |
| ----------------- | ----------------- |
| Australia         | 64                |
| Belgio (Fiandre)  | 91                |
| Canada            | 70                |
| Corea del Sud     | 25                |
| Filippine         | 60                |
| Francia           | 120               |
| Irlanda           | 99                |
| Portogallo        | 84                |
| Regno Unito       | 52                |
| Stati Uniti       | 87                |